# Gouvernement Sakskobourggotski
 (août 2023).
Si vous disposez d'ouvrages ou d'articles de référence ou si vous connaissez des sites web de qualité traitant du thème abordé ici, merci de compléter l'article en donnant les références utiles à sa vérifiabilité et en les liant à la section « Notes et références ».
République de Bulgarie
Kostov Stanichev
Le gouvernement Sakskobourggotski (en bulgare : Правителство на Симеон Сакскобургготски) est le gouvernementde la république de Bulgarie entre le 24 juillet 2001 et le 16 août 2005, durant la trente-neuvième législature de l'Assemblée nationale.

## Historique du mandat
Dirigé par le nouveau Premier ministre libéral Simeon Sakskobourggotski, ce gouvernement est constitué et soutenu par une coalition gouvernementale entre le Mouvement national Simeon II (NDSV) et le Mouvement des droits et des libertés (DPS). Ensemble, ils disposent de 141 députés sur 240, soit 58,8 % des sièges de l'Assemblée nationale.
Il est formé à la suite des élections législatives du 17 juin 2001.
Il succède donc au gouvernement du conservateur Ivan Kostov, constitué et soutenu par la coalition des Forces démocratiques unies (ODS).

### Formation
Au cours du scrutin, le NDSV, fondé quelques mois plus tôt, émerge directement à la première place des partis politiques bulgares en comptant l'exacte moitié des mandats parlementaires. Il négocie alors la formation d'une alliance avec le DPS et obtient initialement le soutien sans participation du Parti socialiste bulgare (BSP). Ce dernier se retire au bout d'un an, et remporte ensuite l'élection présidentielle, prolongeant ainsi la cohabitation au sommet de l'État. Entre octobre 2001 et octobre 2002, l'exécutif procède à la création de trois ministères, notamment en transformant deux agences nationales en départements ministériels.

### Évolution
Le 10 mars 2004, onze députés du NDSV font scission afin de fonder le parti Temps nouveaux (NV), qui décide de maintenir son appui au désormais gouvernement minoritaire. Cependant, lors d'un remaniement ministériel engagé le 23 février 2005, l'un des vice-présidents des NV intègre l'équipe ministérielle.

### Succession
Lors des élections législatives du 25 juin 2005, le NDSV est devancé par la Coalition pour la Bulgarie (KZB), dominée par le BSP. En l'absence de majorité, tous deux s'associent, ainsi que le BSP, afin de forger une majorité parlementaire. Le socialiste Sergueï Stanichev peut alors constituer son gouvernement.

## Composition

### Initiale (24 juillet 2001)
| Fonction                                                                                              | Titulaire | Titulaire                                      | Parti |
| --- | --------- | ---------------------------------------------- | ----- |
| Premier ministre                                                                                      |           | Simeon Sakskobourggotski                       | NDSV  |
| Vice-Premier ministre Ministre de l'Économie                                                          |           | Nikolaï Vassilev                               | NDSV  |
| Vice-Premier ministree Ministre du Travail et de la Politique sociale                                 |           | Lidia Shouleva                                 | NDSV  |
| Vice-Premier ministre (jusqu'au 18/12/2002) Ministre du Développement régional et des Travaux publics |           | Kostadin Paskalev (jusqu'au 18/12/2002)        | Sans  |
| Vice-Premier ministre (jusqu'au 18/12/2002) Ministre du Développement régional et des Travaux publics |           | Valentin Tsverovski                            | NDSV  |
| Ministre des Affaires étrangères                                                                      |           | Solomon Passi                                  | NDSV  |
| Ministre de l'Intérieur                                                                               |           | Gueorgui Petkanov                              | NDSV  |
| Ministre de l'Éducation et de la Science                                                              |           | Vladimir Atanassov                             | NDSV  |
| Ministre des Finances                                                                                 |           | Milen Velchev                                  | NDSV  |
| Ministre de la Justice                                                                                |           | Anton Stankov                                  | NDSV  |
| Ministre de la Défense                                                                                |           | Nikolaï Svinarov                               | NDSV  |
| Ministre de l'Agriculture et des Forêts                                                               |           | Mekhmed Dikme                                  | DPS   |
| Ministre des Transports et des Communications                                                         |           | Plamen Petrov                                  | NDSV  |
| Ministre des Administrations publiques                                                                |           | Dimitar Kalchev                                | Sans  |
| Ministre de l'Environnement et des Eaux                                                               |           | Dolores Arsenova                               | NDSV  |
| Ministre sans portefeuille                                                                            |           | Nejdet Molov                                   | DPS   |
| Ministre de la Santé                                                                                  |           | Bojidar Finkov                                 | NDSV  |
| Ministre de la Culture                                                                                |           | Bojidar Abrashev                               | NDSV  |
| Ministre de l'Énergie et des Ressources énergétiques                                                  |           | Milko Kovachev (à partir du 22/12/2001)        | NDSV  |
| Ministre de l'Intégration européenne                                                                  |           | Meglena Kouneva (à partir du 29/03/2002)       | NDSV  |
| Ministre de la Jeunesse et des Sports                                                                 |           | Vasil Ivanov-Louchano (à partir du 11/10/2002) | NDSV  |

### Remaniement du17 juillet 2003
- Les nouveaux ministres sont indiqués en gras, ceux ayant changé d'attributions en italique.

| Fonction                                                             | Titulaire | Titulaire                | Parti |
| -------------------------------------------------------------------- | --------- | ------------------------ | ----- |
| Premier ministre                                                     |           | Simeon Sakskobourggotski | NDSV  |
| Vice-Premier ministre                                                |           | Plamen Panaïotov         | NDSV  |
| Vice-Premier ministre Ministre de l'Économie                         |           | Lidia Shouleva           | NDSV  |
| Vice-Premier ministree Ministre des Transports et des Communications |           | Nikolaï Vassilev         | NDSV  |
| Ministre des Affaires étrangères                                     |           | Solomon Passi            | NDSV  |
| Ministre de l'Intérieur                                              |           | Gueorgui Petkanov        | NDSV  |
| Ministre de l'Éducation et de la Science                             |           | Igor Damianov            | NDSV  |
| Ministre des Finances                                                |           | Milen Velchev            | NDSV  |
| Ministre de la Justice                                               |           | Anton Stankov            | NDSV  |
| Ministre de la Défense                                               |           | Nikolaï Svinarov         | NDSV  |
| Ministre du Travail et de la Politique sociale                       |           | Kristina Kristova        | NDSV  |
| Ministre de l'Agriculture et des Forêts                              |           | Mekhmed Dikme            | DPS   |
| Ministre du Développement régional et des Travaux publics            |           | Valentin Tsverovski      | NDSV  |
| Ministre des Administrations publiques                               |           | Dimitar Kalchev          | Sans  |
| Ministre de l'Environnement et des Eaux                              |           | Dolores Arsenova         | NDSV  |
| Ministre sans portefeuille                                           |           | Filiz Kyousmenova        | DPS   |
| Ministre de la Santé                                                 |           | Slavcho Bogoev           | NDSV  |
| Ministre de la Culture                                               |           | Bojidar Abrashev         | NDSV  |
| Ministre de l'Énergie et des Ressources énergétiques                 |           | Milko Kovachev           | NDSV  |
| Ministre de l'Intégration européenne                                 |           | Meglena Kouneva          | NDSV  |
| Ministre de la Jeunesse et des Sports                                |           | Vasil Ivanov-Louchano    | NDSV  |

### Remaniement du23 février 2005
- Les nouveaux ministres sont indiqués en gras, ceux ayant changé d'attributions en italique.

| Fonction                                                            | Titulaire | Titulaire                | Parti |
| ------------------------------------------------------------------- | --------- | ------------------------ | ----- |
| Premier ministre                                                    |           | Simeon Sakskobourggotski | NDSV  |
| Vice-Premier ministre                                               |           | Plamen Panaïotov         | NDSV  |
| Vice-Premier ministre Ministre des Transports et des Communications |           | Nikolaï Vassilev         | NDSV  |
| Ministre des Affaires étrangères                                    |           | Solomon Passi            | NDSV  |
| Ministre de l'Intérieur                                             |           | Gueorgui Petkanov        | NDSV  |
| Ministre de l'Éducation et de la Science                            |           | Igor Damianov            | NDSV  |
| Ministre des Finances                                               |           | Milen Velchev            | NDSV  |
| Ministre de la Justice                                              |           | Anton Stankov            | NDSV  |
| Ministre de la Défense                                              |           | Nikolaï Svinarov         | NDSV  |
| Ministre de l'Économie                                              |           | Milko Kovachev           | NDSV  |
| Ministre du Travail et de la Politique sociale                      |           | Kristina Kristova        | NDSV  |
| Ministre de l'Agriculture et des Forêts                             |           | Nikhat Kasil             | DPS   |
| Ministre du Développement régional et des Travaux publics           |           | Valentin Tsverovski      | NDSV  |
| Ministre des Administrations publiques                              |           | Dimitar Kalchev          | Sans  |
| Ministre de l'Environnement et des Eaux                             |           | Dolores Arsenova         | NDSV  |
| Ministre sans portefeuille                                          |           | Filiz Kyousmenova        | DPS   |
| Ministre de la Santé                                                |           | Slavcho Bogoev           | NDSV  |
| Ministre de la Culture et du Tourisme                               |           | Nina Chilova             | NDSV  |
| Ministre de l'Énergie et des Ressources énergétiques                |           | Miroslav Sevlievski      | NV    |
| Ministre de l'Intégration européenne                                |           | Meglena Kouneva          | NDSV  |
| Ministre de la Jeunesse et des Sports                               |           | Vasil Ivanov-Louchano    | NDSV  |